# Kushla Peak
Der Kushla Peak (englisch; bulgarisch връх Кушла wrach Kuschla) ist ein 2300 m hoher Berg im westantarktischen Ellsworthland. In der zentralen Sentinel Range des Ellsworthgebirges ragt er 3,53 km nordöstlich des Mount Waldron, 4,15 km südöstlich des Sipey Peak, 12,58 km südwestlich des Dickey Peak und 4,95 km nordwestlich des Mount Havener im Veregava Ridge auf. Der Berisad-Gletscher liegt nordnordwestlich, der Hansen-Gletscher südöstlich von ihm.
US-amerikanische Wissenschaftler kartierten ihn 1988. Die bulgarische Kommission für Antarktische Geographische Namen benannte ihn 2011 nach der Ortschaft Kuschla im Süden Bulgariens.